# Reporter wojenny

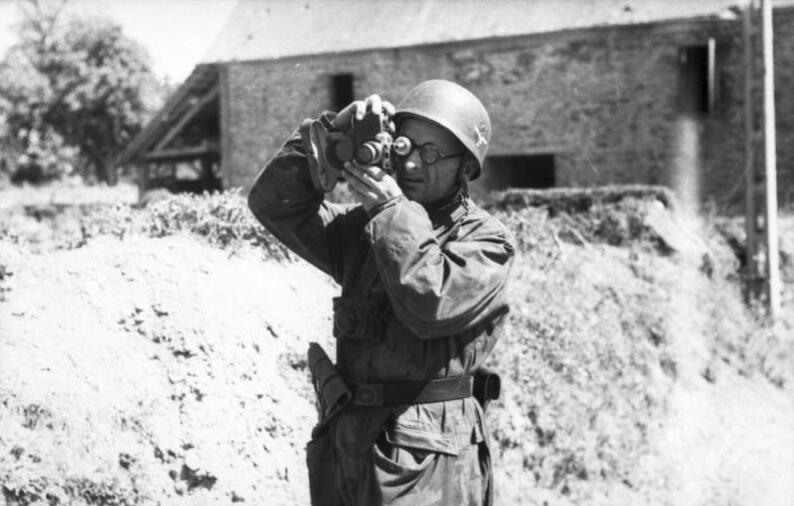
Reporter w czasach II wojny światowej

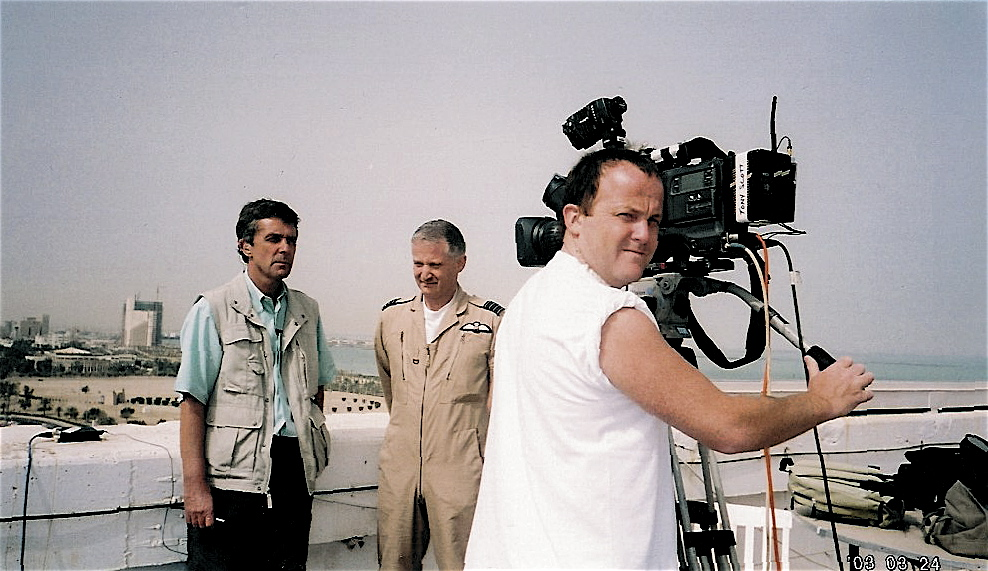
John Stapleton z GMTV w Iraku

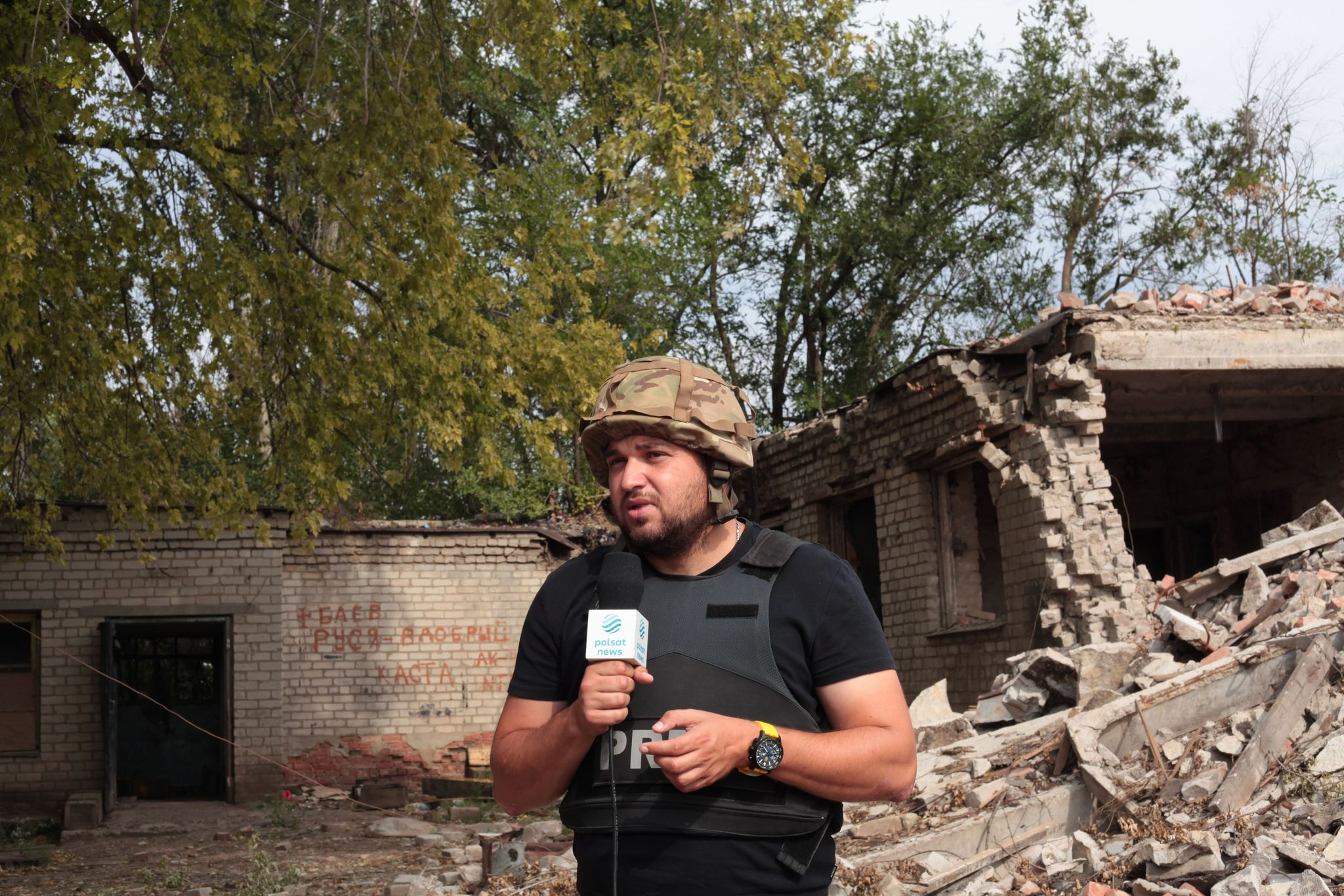
Mateusz Lachowski, reporter w czasie inwazji Rosji na Ukrainę

Reporter wojenny, korespondent wojenny (ang. war correspondent) – dziennikarz pracujący dla prasy, radia, telewizji lub kronik filmowych, specjalizujący się w relacjonowaniu przebiegu konfliktów zbrojnych, przewrotów wojskowych lub rewolucji. Zajmuje się zbieraniem materiałów, najczęściej jako naoczny świadek, przeprowadza wywiady z osobami biorącymi udział w wydarzeniach, zbiera opinie wśród świadków wydarzeń. Często też robi fotoreportaż lub nagrywa materiał dla stacji telewizyjnej z terenu konfliktu.
Zawód reportera wojennego to skrajnie niebezpieczny i ryzykowny rodzaj dziennikarstwa. Bardzo często reporterzy przebywają na linii frontu, biorą udział w walkach jako obserwatorzy. Często też giną lub zostają uprowadzeni przez grupy zbrojne. Przykładem są ostatnie konflikty zbrojne w Iraku i Afganistanie, gdzie straciło życie kilkudziesięciu reporterów lub ludzi współpracujących z nimi, jak np. Polak Waldemar Milewicz, zastrzelony 7 maja 2004 r. w Latifijji.
Zgodnie z prawem konfliktów zbrojnych, korespondent schwytany przez siły zbrojne przeciwnika powinien być traktowany jako jeniec, o ile ma kartę tożsamości wydaną przez wojsko, któremu towarzyszy.